# Marek Piotrowicz (piłkarz)
Marek Piotrowicz (ur. 20 listopada 1963 w Kossowej) – polski piłkarz, trener piłkarski.
Urodzony w Kossowej, Piotrowicz swą piłkarską karierę (występował na pozycji obrońcy) rozpoczynał w Górniku Zabrze. W ciągu 14 sezonów gry w tym klubie rozegrał dla niego 260 spotkań, strzelając jednego gola. Grał również w Stali Stalowa Wola (sezon 1993/1994, 1 bramka w 29 meczach) i Sokole Tychy (sezon 1995/1996, 24 mecze, 0 goli). Łącznie w ekstraklasie rozegrał 313 meczów, dzięki czemu znajduje się w Klubie 300.
Po sezonie 1997/1998 zakończył piłkarską karierę, a postanowił zostać trenerem. Był drugim trenerem Górnika Zabrze oraz trenerem drugiego zespołu. Następnie trenował piłkarzy Koszarawy Żywiec i Rozwoju Katowice. Później został II trenerem Górnika Zabrze. Następnie wraz z Markiem Kostrzewą był drugim trenerem Górnika Zabrze. Aktualnie trenuje zespół Slavia Ruda Śląska.

## Sukcesy
- 1983 Mistrzostwa Świata U-20 – 3. miejsce (Polska U-20)
- 1984/85 Mistrzostwa Polski w piłce nożnej (Górnik Zabrze)
- 1985/86 Mistrzostwa Polski w piłce nożnej (Górnik Zabrze)
- 1986/87 Mistrzostwa Polski w piłce nożnej (Górnik Zabrze)
- 1987/88 Mistrzostwa Polski w piłce nożnej (Górnik Zabrze)
- miejsce na liście Klubu 300